# Panulia phauda
Panulia phauda är en fjärilsart som beskrevs av Reginald James West 1930.
Panulia phauda ingår i släktet Panulia och familjen mätare. Inga underarter finns listade i Catalogue of Life.